# Haarlemse Sociëteit Teisterbant

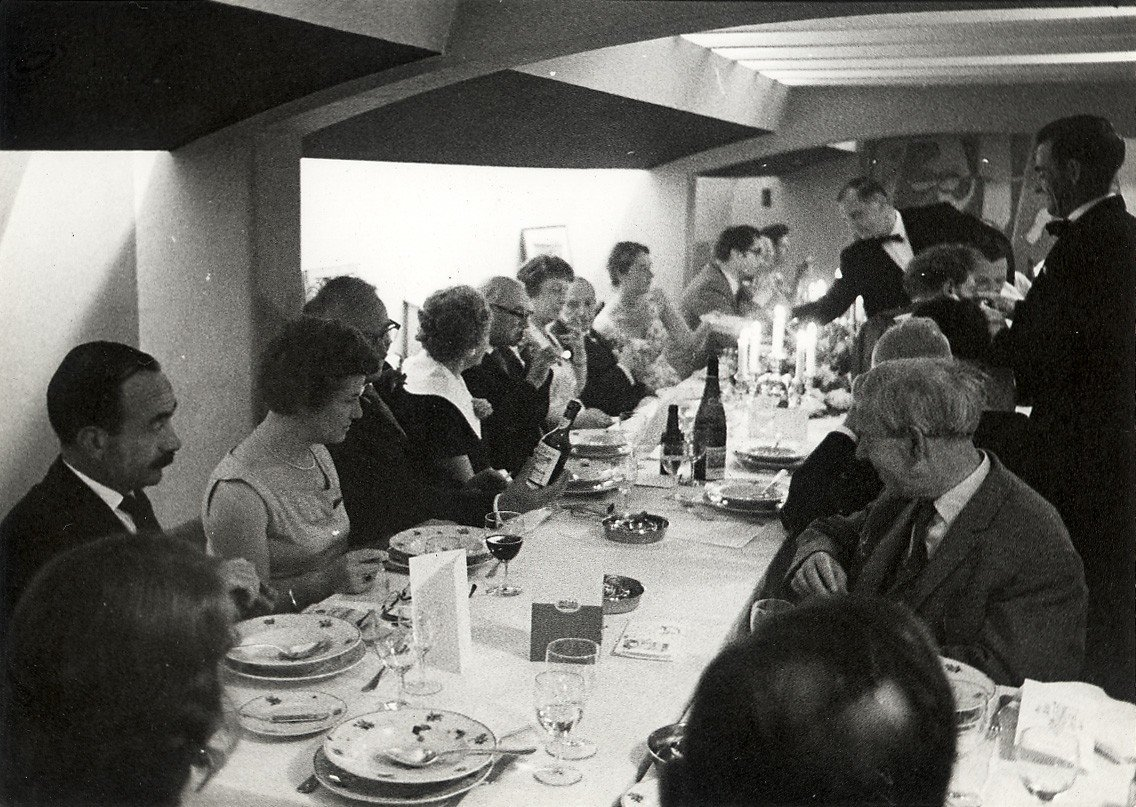
Sociëteit Teisterbant in 1960.

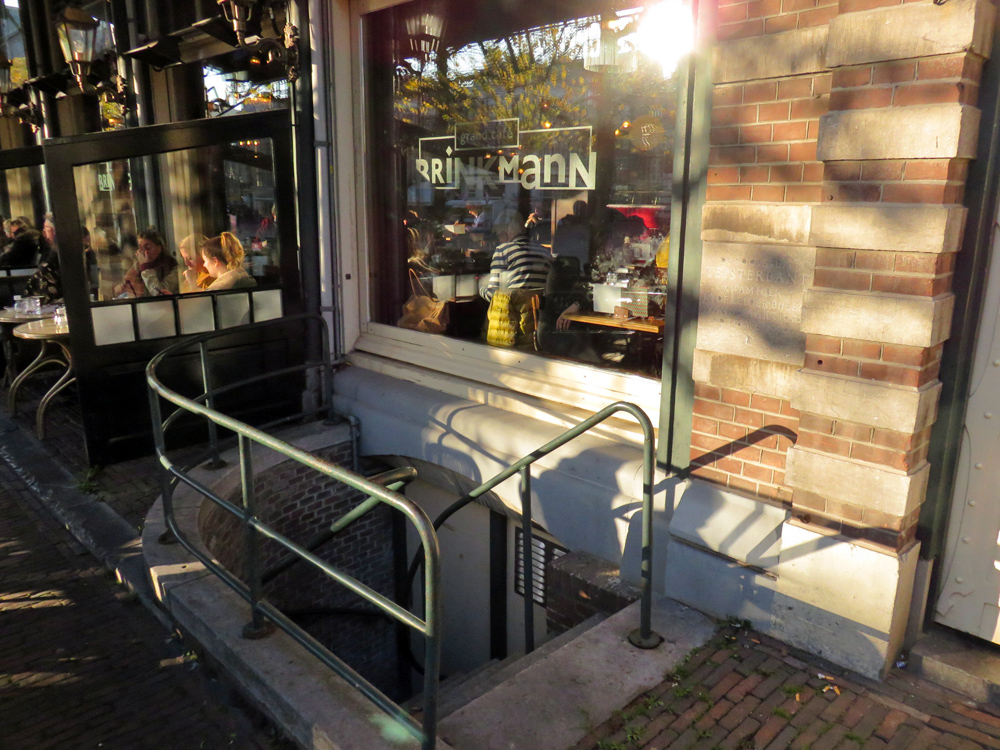
Trap naar de kelder onder grand-café Brinkmann, waar de sociëteitsruimte van Teisterbant was (foto uit 2017)

De Haarlemse Sociëteit Teisterbant was een sociëteit in Haarlem tussen 1950 en 1973.
In 1949 ging in Haarlem een circulaire rond met de oproep lid te worden van een op te richten vereniging die een trefpunt zou moeten worden van "kunstbeoefenaars, kunstminnenden en in kunst belangstellenden". Bij de opening, op 11 maart 1950, telde wat toen heette de Haarlemse Sociëteit Teisterbant 180 leden, onder wie Godfried Bomans (de eerste president), Lodewijk van Deyssel (ere-president), Mari Andriessen, Harry Mulisch en Anton Heyboer.
De naam van de sociëteit was ontleend aan de dichter Willem Bilderdijk die zich Graaf van Teisterbant noemde en die in het Brinkmann-pand aan de Grote Markt was gestorven. De sociëteitsruimte was gevestigd in de kelders van restaurant Brinkmann aan de Grote Markt.
Behalve de "natte gemeente" trof men er kunstenaars en kunstminnenden, schilders, musici, schrijvers en journalisten. Het bestuur organiseerde literaire avonden die verzorgd werden door onder anderen Godfried Bomans, Harry Prenen, Harry Mulisch, Ed. Hoornik, Hella Haasse en Karel Jonckheere. Er waren Franse chansonavonden met Patachou en les Frères Jacques, filmavonden met Dick Laan, muziekavonden met Wouter Paap en schaakwedstrijden.
De sociëteit was actief tot 16 mei 1970, toen de huur van de kelderruimte werd opgezegd als gevolg van de sluiting van café-restaurant Brinkmann.
In september 2009 werd 'Kunstenaarssociëteit Nieuw Teisterbant' opgericht die haar bijeenkomsten eveneens ging houden in het als grand café voortgezette Brinkmann-pand, zij het niet in de kelderruimten.